# デヴィッド・トムリンソン
デヴィッド・トムリンソン（David Tomlinson、1917年5月7日 - 2000年6月24日）は、イングランド出身の俳優。
1964年の大ヒット映画『メリー・ポピンズ』の厳格な父親役で知られ、数多くのコメディ映画に出演した。

## 略歴
1917年にイングランドのオックスフォードシャー州ヘンリーオンテムズに生まれる。父親は事務弁護士。
10代で俳優を志すものの、俳優の仕事を見つける前に金が尽きたため、イングランドの近衛歩兵連隊「グレナディアガーズ」に入り、16ヶ月後に除隊すると、劇団で役者として舞台に立つようになる。
吃音だったが、俳優を志す中で克服している。
第二次世界大戦中はイギリス空軍に入隊し、カナダで飛行教官になる一方、軍に在籍したまま、1941年公開のイギリス映画『Quiet Wedding』で映画デビューする。
2000年に脳梗塞との数ヶ月間の闘病の末に睡眠中に死去。

## 主な出演作品
- 恋の人魚 Miranda（1948年）
- 沿岸防衛隊 Landfall（1949年）
- 木馬 The Wooden Horse（1950年）
- 極楽ホテル Hotel Sahara（1951年）
- 転覆騒動 Up the Creek（1958年）
- 沈没騒動 Further Up the Creek（1958年）
- トム・ジョーンズの華麗な冒険 Tom Jones（1963年）
- メリー・ポピンズ Mary Poppins（1964年）
- 渚の青春 The Truth About Spring（1965年）
- 深海の軍神 City Under the Sea（1965年） ※米国公開時のタイトルは『War-Gods of the Deep』
- 殺しのエージェント The Liquidator（1965年）
- ラブ・バッグ The Love Bug（1968年）
- ベッドかざりとほうき Bedknobs and Broomsticks（1971年）
- ドミニク Dominique（1979年）
- 天才悪魔フー・マンチュー The Fiendish Plot of Dr. Fu Manchu（1980年）